# Gleichspannungswandler
Ein Gleichspannungswandler, auch DC-DC-Wandler genannt, englisch DC-DC Converter, bezeichnet eine elektrische Schaltung, die eine am Eingang zugeführte Gleichspannung in eine Gleichspannung mit höherem, niedrigerem oder invertiertem Spannungsniveau umwandelt. Die Umsetzung erfolgt mithilfe eines periodisch arbeitenden elektronischen Schalters und eines oder mehrerer Energiespeicher. Sie bilden neben Gleichrichtern, Wechselrichtern und Umrichtern eine Untergruppe der Stromrichter und zählen zu den selbstgeführten Stromrichtern. Im Bereich der elektrischen Energietechnik und der Antriebstechnik werden sie auch als Gleichstromsteller bezeichnet.
Die zur Zwischenspeicherung der Energie benutzte Induktivität (induktiver Wandler) besteht aus einer Spule oder einem Wandler-Transformator. Im Gegensatz dazu werden Wandler mit kapazitiver Speicherung (kapazitiver Wandler) als Ladungspumpen bezeichnet. Ladungspumpen werden eingesetzt, wenn entweder – wie in integrierten Schaltungen –  Induktivitäten nicht verfügbar sind, oder wenn so wenig Ausgangsleistung erforderlich ist, dass sich der Einsatz der teuren Spulen gegenüber den billigen Kondensatoren nicht lohnt.
Geräte, die im Unterschied eine Gleich- in eine Wechselspannung umwandeln, heißen dagegen Wechselrichter, beide gehören zusammen mit weiteren Wandlerarten zur Gruppe der Stromrichter.

## Anwendungen

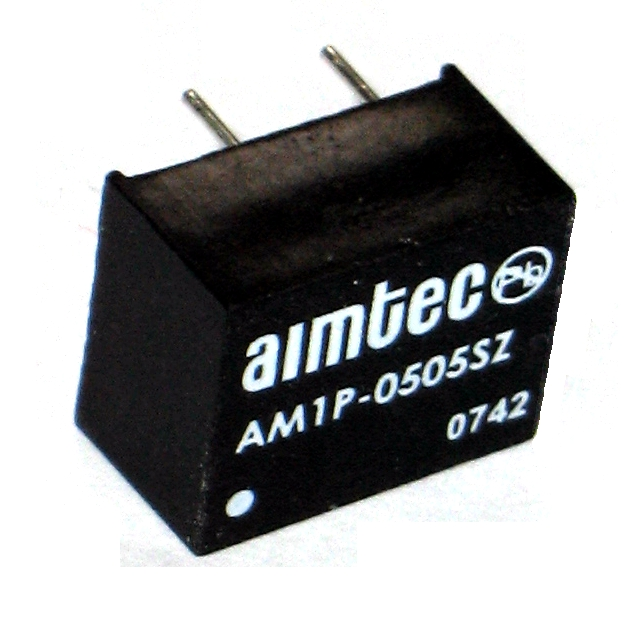
Gekapselter DC-DC-Wandler in Modulbauform für Leiterplattenbestückung

Gleichspannungswandler sind Bestandteil von Schaltnetzteilen, mit denen Verbraucher wie PC-Netzteile, Notebooks, Mobiltelefone, Kleinmotoren, HiFi-Geräte u. v. m. betrieben werden. Die Vorteile gegenüber Linearnetzteilen liegen im besseren Wirkungsgrad und geringerer Wärmeentwicklung. Vor allem ersteres spielt bei der Wandlung einer Batteriespannung eine große Rolle, da die Lebensdauer der Batterie bei einem Schaltnetzteil wesentlich höher liegt: Bei einem linearen Spannungsregler oder einem Vorwiderstand hingegen wird die am Längswiderstand abfallende Leistung in Abwärme umgewandelt. Die beim Schaltnetzteil auftretenden Schaltverluste sind dagegen wesentlich geringer.
Neben seinem Zweck als Spannungswandler dient ein getakteter Spannungssteller auch gleichzeitig als Filter, um besonders bei Hochleistungsanwendungen den negativen Einfluss auf das Stromnetz (so genannte Netzrückwirkung) so gering wie möglich zu halten. Ein Beispiel ist die aktive Leistungsfaktorkorrektur (PFC).
DC-DC-Wandler werden auch als vollständig gekapselte Wandlermodule angeboten, welche teilweise für die direkte Bestückung auf Leiterplatten vorgesehen sind. Die Ausgangsspannung kann je nach Bauart kleiner, gleich oder größer als die Eingangsspannung sein. Am bekanntesten sind die Baugruppen, welche eine Kleinspannung auf eine galvanisch getrennte Kleinspannung übersetzen. Die gekapselten DC-DC-Wandler werden für Isolationsspannungen von 1,5 kV bis über 3 kV angeboten und dienen der Stromversorgung kleiner Verbraucher in Gleichspannungsnetzen wie z. B. an 24 V in Industrieanlagen oder an 48 V in der Telekommunikation oder Bereich elektronischer Baugruppen beispielsweise 5 V für Digitalschaltungen oder ±15 V für den Betrieb von Operationsverstärkern.
Gleichspannungswandler und im historischen Bezug für hohe Ausgangsspannungen werden auch Transverter bezeichnet. Die Schaltung enthält einen Wechselrichter und einen Transformator mit nachfolgender Gleichrichtung. Beispiele sind akkumulatorbetriebene Elektronenblitzgeräte oder auch Gleichspannungswandler mit Potentialtrennung.
In der elektrischen Energietechnik und Antriebstechnik werden Gleichstromwandler auch als Gleichstromsteller bezeichnet. Die Unterschiede betreffen primär den Einsatz und den Leistungsbereich. Als Schalter, im Bereich der Energietechnik auch als Ventile bezeichnet, kommen dabei Leistungs-MOSFET, IGBTs und Thyristoren zum Einsatz. Gleichstromsteller werden in diesem Anwendungsgebiet auch als Kombination in Form des Zwei- oder Vierquadrantensteller eingesetzt. In Anlehnung an diese Terminologie bezeichnet man den einfachen Gleichstromsteller als Einquadrantensteller.

## Topologien (Grundschaltungen)
Gleichspannungswandler werden nach verschiedenen Kriterien klassifiziert und in verschiedene Topologien eingeteilt. Die Zuordnung der einzelnen Topologien zu den Hauptgruppen Flusswandlerprinzip, Sperrwandlerprinzip und Resonanzwandlerprinzip ist in der Literatur nicht einheitlich festgelegt.
Der Parameter D in der Spalte Spannungsbereich spezifiziert den Pulsbreitenfaktor, welcher im Bereich von 0 bis 1 liegen kann. Die Spannung UE ist die Eingangsspannung mit gültigen Bereich in Relation zur Ausgangsspannung UA und dem Übersetzungsverhältnis.
| Wandlertyp                                                    | Energieübertragende Bauelemente         | q = UAusgang/UEingang                                                            | Prinzipschaltung |
| ------------------------------------------------------------- | --------------------------------------- | -------------------------------------------------------------------------------- | ---------------- |
| Ladungspumpe positiv                                          | Kondensator C1                          | q > 1                                                                            |                  |
| Ladungspumpe negativ                                          | Kondensator C1                          | q < 0                                                                            |                  |
| Abwärtswandler englisch Buck Converter                        | Speicherdrossel L                       | q = 0…1, = D                                                                     |                  |
| Aufwärtswandler englisch Boost Converter                      | Speicherdrossel L                       | q ≥ 1, = 1 / (1 − D)                                                             |                  |
| Inverswandler englisch Inverting Buck–Boost Converter         | Speicherdrossel L                       | UA ≤ 0, {\displaystyle U_{A}=-{\frac {D}{1-D}}\cdot U_{E}}                       |                  |
| Synchronwandler                                               | Speicherdrossel L                       | 0 ≤ UA ≤ UE, {\displaystyle U_{A}=D\cdot U_{E}} Leistungsfluss- richtung wählbar |                  |
| SEPIC-Wandler                                                 | Speicherdrosseln L1 + L2 Kondensator C1 | UE > 0, {\displaystyle U_{A}={\frac {D}{1-D}}\cdot U_{E}}                        |                  |
| Ćuk-Wandler                                                   | Speicherdrosseln L1 + L2 Kondensator C1 | UE > 0, {\displaystyle U_{A}=-{\frac {D}{1-D}}\cdot U_{E}}                       |                  |
| Zeta-Wandler                                                  | Speicherdrosseln L1 + L2 Kondensator C1 | UE > 0, {\displaystyle U_{A}={\frac {D}{1-D}}\cdot U_{E}}                        |                  |
| Doppelinverter                                                | Speicherdrosseln L1 + L2 Kondensator C1 | q = -D / (1 – D)                                                                 |                  |
| Split-Pi-Wandler englisch Boost–Buck Converter                | Speicherdrosseln L1 + L2 Kondensator C2 | beliebig, Leistungsfluss- richtung wählbar                                       |                  |
| Kaskadierter Ab-Aufwärtswandler englisch Buck-Boost Converter | Speicherdrossel L                       | beliebig, Leistungsfluss- richtung wählbar                                       |                  |

| Wandlertyp | Energieübertragende Bauelemente | Leistungsbereich                                               | Vereinfachte Schaltung  |
| --- | --- | -------------------------------------------------------------- | ----------------------- |
| Sperrwandler englisch Fly-Back Converter                                                                             | gekoppelte Speicherdrossel mit Luftspalt. Aufbau wie ein Transformator, allerdings im Gegensatz zu einem Transformator mit einem Luftspalt im Kern, welcher der Energiespeicherung dient. | < 250 W                                                        |                         |
| Eintaktflusswandler englisch Forward Converter                                                                       | Transformator und zusätzliche Speicherdrossel | < 500 W                                                        |                         |
| Gegentaktflusswandler unterteilt in • Halbbrückenflusswandler • Vollbrückenflusswandler englisch Push–pull Converter | Transformator | Halbbrücke: 0,1–2 kW Vollbrücke: > 300 W bis in den kW-Bereich | Vollbrückenflusswandler |
| Resonanzwandler | Resonanzkreis bestehend aus Kondensator CR und Drossel LR, auch als Resonanztransformator bezeichnet. Bei galvanischer Trennung mit zusätzlichen Transformator Tr erweitert.              | einige 10 W bis in den kW-Bereich                              |                         |
| Brückenloser-PFC-Wandler                                                                                             | Resonanzkreis bestehend aus zwei Kondensatoren und zwei magnetisch gekoppelten Drosseln und Übertrager.                                                                                   | einige 10 W bis in den unteren kW-Bereich                      |                         |

### Resonanzwandler

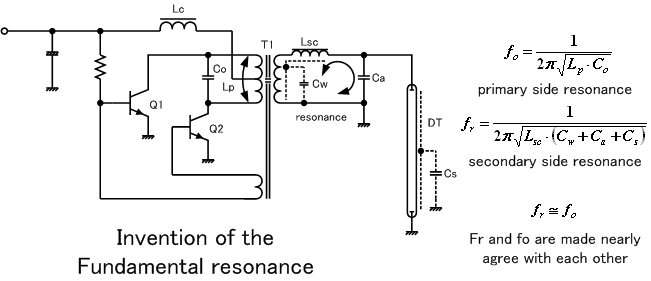
Beispiel eines Resonanzwandlers kleiner Leistung. Der zur Energie-Übertragung genutzte Transformator ist gleichzeitig Teil des Schwingkreises.

Eine eigene Klasse stellen die Resonanzwandler dar. Diese unterteilen sich in zwei große Gruppen:
- Für Leistungsanwendungen ab 1 kW aufwärts, mit dem Ziel die Verlustleistungen bei den Schaltvorgängen in den Schalttransistoren zu minimieren. Diese Resonanzwandler kommen in zwei Varianten vor, welche entweder immer nur im Nulldurchgang der Spannung oder immer nur im Nulldurchgang des Stroms geschaltet werden. Dabei bildet die leistungsübertragende Strecke inklusive des Transformators einen Schwingkreis mit zusätzlichen Kapazitäten und Induktivitäten, welcher die bei diesen Wandlern fixe Schaltfrequenz bestimmt.
- Für sehr kompakte Stromversorgungen kleiner Leistung im Bereich einiger 10 W, welche mit einer minimalen Zahl an Bauelementen auskommen müssen und im Aufbau sehr kostenempfindlich sind. Der Vorteil besteht darin, keinen eigenen Schwingkreis und Regelung mit zusätzlichen elektronischen Bauelementen zu benötigen. Anwendungsbeispiele sind die auch als Inverter bezeichneten Stromversorgungen für Kaltkathodenröhren und Energiesparlampen.

Beiden Gruppen gemeinsam ist, dass im Schaltnetzteil kein getrennter Oszillator vorhanden sein muss, sondern die energieübertragenden Bauelemente, wie der eventuell vorhandene Transformator, ein Teil des Schwingkreises sind.

### Multiphasenwandler
Hier werden jeweils innerhalb der obigen Konzepte (Topologien) mehrere Gruppen, bestehend aus jeweils einem Schalter mit zugeordneten Induktivitäten, parallel geschaltet, wobei die einzelnen Glieder in fester Sequenz gesteuert, jedoch entsprechend aufwändiger geregelt werden. Dieses Prinzip ist vom Drehstrom bekannt. Die Zahl der Phasen und Glieder ist nur auf die jeweilige Konstruktion begrenzt. Die Gruppenbildung dient der Leistungssteigerung und dem lückenlosen Stromfluss. Die Totpunkte des einzelnen Wandlers werden durch einen phasenverschoben betriebenen anderen der Gruppe ersetzt.
Daher ändern sich die Eigenschaften des Wandlers:
- Erhöhung der Stromlieferfähigkeit
- Minderung der Restwelligkeit (Ripple)
- Verkleinerung der benötigten Kapazitäten
- Verminderung der Störstrahlung durch niedrigere Schaltfrequenzen relativ zur Stärke des Ausgangsstroms

### Burstmodus
Der Burstmodus ist eine Betriebsart mancher Wandler-Steuerschaltungen; er begründet allerdings keine eigene Topologie. Bei geringer Last folgt dabei einer kurzen Folge von Wandlerzyklen (dem Burst) eine Pause, in der die Last ausschließlich aus dem Ausgangsfilterkondensator gespeist wird. Die Dauer der Pause ergibt sich daraus, wie schnell die Ausgangsspannung absinkt, mithin also durch die Größe der Last. Im Allgemeinen nimmt der Wirkungsgrad von Gleichspannungswandlern mit abnehmender Last ab, da lastunabhängige Verluste dann stärker ins Gewicht fallen. Vorteil des Burstmodus ist ein höherer Wirkungsgrad bei geringen Lasten, da durch die Pausen den Verlusten zumindest teilweise entgegengewirkt wird. Nachteile sind eine mitunter schwieriger auszulegende Regelung und u. U. hörbare Störgeräusche.

## Bauelemente im Gleichspannungswandler

### Kondensatoren
Gleichspannungswandler benötigen im Leistungsteil Kondensatoren mit niedrigem Serienwiderstand (ESR), um Verluste und Abwärme gering zu halten und ausreichender Spannungsreserve, um auftretende Spannungsspitzen zu vertragen. Es kommen dafür Low-ESR-Elektrolytkondensatoren wie auch in letzter Zeit vermehrt Keramikkondensatoren zum Einsatz. Zusätzlich kann der ESR durch Parallelschaltung mehrerer Kondensatoren reduziert werden.
Bei Gleichspannungswandlern auf Hauptplatinen in der Nähe von größeren Verbrauchern wie dem Hauptprozessor (CPU) können in Keramikvielschicht-Chipkondensatoren (MLCC) auch hörbare Töne auftreten. Zufolge periodischer niederfrequenter Lastschwankungen und Intermodulationsprodukte sind sie als Töne wie ein Pfeifen oder Zischen wahrnehmbar und von verschiedenen Einflüssen wie dem Aufbau des Gleichspannungswandlers und seinen Betriebsparametern abhängig. Die Ursache sind schwache und in diesem Fall unerwünschte piezoelektrische Effekte in den verwendeten Keramikwerkstoffen der Keramikkondensatoren, die zu mechanischen Schwingungen führen.